# Dead Again (film, 1991)
Pour les articles homonymes, voir Dead Again.
Pour plus de détails, voir Fiche technique et Distribution.
Dead Again ou Le passé revient au Québec est un film dramatique à énigme américain réalisé par Kenneth Branagh et sorti en 1991.

## Synopsis
Mike Church (Kenneth Branagh) est un détective privé de Los Angeles, spécialisé dans la recherche de personnes disparues. On le charge du cas mystérieux d'une jeune femme amnésique qu'il baptise Grace (Emma Thompson). Celle-ci fait des cauchemars évoquant le meurtre d'une pianiste, prénommée Margaret, par son mari, Roman Strauss, à la fin des années 1940. En attendant de résoudre le mystère des cauchemars, Church empêche l'habile enlèvement de Grace par son soi-disant fiancé. Pressé par cette tentative, le détective est contraint de faire appel à un antiquaire douteux, pratiquant l'hypnose, pour aider Grace.

## Fiche technique
Sauf indication contraire, les informations mentionnées dans cette section peuvent être confirmées par la base de données cinématographiques IMDb,  présente dans la section « Liens externes ».
- Titre original et français : Dead Again
- Titre québécois : Le passé revient
- Réalisation : Kenneth Branagh
- Scénario : Scott Frank
- Musique : Patrick Doyle
- Direction artistique : Sydney Z. Litwack
- Décors : Tim Harvey
- Costumes : Phyllis Dalton
- Photographie : Matthew F. Leonetti
- Montage : Peter E. Berger
- Production : Lindsay Doran et Charles H. Maguire

Production déléguée : Sydney Pollack
- Société de production : Mirage Enterprises
- Société de distribution : Paramount Pictures (États-Unis), United International Pictures (France)
- Pays de production :  États-Unis
- Langue originale : anglais
- Genre : Drame, thriller, film à énigme et néo-noir[1]
- Format : couleur et noir et blanc
- Durée : 107 minutes
- Dates de sortie :
  - États-Unis : 23 août 1991
  - France : 4 mars 1992

## Distribution
- Kenneth Branagh (VF : Bernard Lanneau) : Roman Strauss / Mike Church
- Emma Thompson (VF : Frédérique Tirmont) : Grace / Margaret Strauss
- Andy García (VF : Bernard Gabay) : Gray Baker
- Hanna Schygulla : Inga Madson
- Derek Jacobi (VF : Jean-Pierre Moulin) : Franklyn Madson
- Robin Williams (VF : Patrick Floersheim) : Dr Cozy Carlisle
- Christine Ebersole : Lydia Larson
- Campbell Scott : Doug
- Gregor Hesse : Frankie
- Lois Hall : Sœur Constance
- Richard Easton : Père Timothy
- Jo Anderson : Sœur Madeleine / Starlet
- Raymond Cruz : l'employé du supermarché
- Wayne Knight : Pete « Piccolo » Dugan
- Obba Babatundé : Syd
- Patrick Doyle : un policier (caméo)

## Production
Donald Sutherland était le premier choix pour incarner Franklyn Madson. Christopher Lloyd, John Lithgow, Alec Baldwin, Gabriel Byrne ou encore Alan Rickman ont également été envisagés.
Le tournage a lieu à Los Angeles en Californie, notamment au théâtre Orpheum dans le Downtown Los Angeles, le Shakespeare Bridge dans le quartier de Los Feliz et la prison du Lincoln Heights (en) dans le quartier du même nom. Il se déroule également à Pasadena. Le film est tourné intégralement en couleur. Il est ensuite décidé en postproduction de transposer les scènes entre Roman et Margaret en noir et blanc.

## Anecdote
Ce film a directement inspiré Dream Theater, un groupe de métal progressif, pour l'écriture d'un de leurs albums : Metropolis Part 2: Scenes from a Memory.